# Карі Гейккінен
Карі Гейккінен (фін. Kari Heikkinen; народився 28 березня 1962 у м. Тампере, Фінляндія) — фінський хокеїст, правий нападник. 
Вихованець хокейної школи «Таппара» (Тампере). Виступав за «Таппара» (Тампере), ГПК Гямеенлінна, «Морзін-Аворіаз», ХК «Брауншвейг», ХК «Дуйсбург», ХК «Ерфурт».
Чемпіон Фінляндії (1984, 1986, 1987, 1988), бронзовий призер (1990). 